# Fabio Conforto

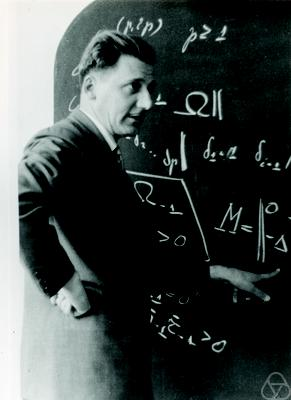
Fabio Conforto

Fabio Conforto (* 13. August 1909 in Triest; † 24. Februar 1954 in Rom) war ein italienischer Mathematiker, der sich vor allem mit Algebraischer Geometrie befasste.

## Leben
Conforto wurde im damals zu Österreich-Ungarn gehörigen Triest geboren, hatte aber italienischsprachige Eltern. Er wuchs teilweise in Wien auf und sprach Deutsch wie ein Muttersprachler. 1918 kehrte er mit seinen Eltern nach Triest zurück, das nun unter italienischer Verwaltung war und 1920 zu Italien kam. Er studierte Mathematik am Polytechnikum in Mailand (bei Oscar Chisini) und ab 1928 an der Universität Rom, wo er bei Vito Volterra, Guido Castelnuovo, Federigo Enriques und Tullio Levi-Civita hörte. Er erhielt seine Laurea 1931 an der Universität Rom und ging dann noch 1931/32 an die Universität Göttingen, wo er unter anderem bei Hermann Weyl, Gustav Herglotz hörte und moderne Algebra der Schule von Emmy Noether lernte. Anschließend leistete er seinen Militärdienst, bevor er an die Universität Rom zurückging, wo er stark von der Schule der algebraischen Geometrie von Castelnuovo, Enriques und Francesco Severi beeinflusst wurde. Er war Assistent von Castelnuovo und nach dessen Emeritierung 1935 von Enrico Bompiani. 1939 erschien sein erstes Buch Le Superficie razionali (Die rationalen Flächen) aufgrund von Vorlesungen von Enriques. Er arbeitete auch am Nationalen Institut für Anwendungen der Analysis von Mauro Picone. 1939 gewann er den Lehrstuhl für Analytische und Darstellende Geometrie an der Universität Rom, der nach dem Tod von Gaetano Scorza im selben Jahr frei geworden war. Er wurde kurzzeitig am Beginn des Zweiten Weltkriegs einberufen, arbeitete aber ansonsten wieder im Institut von Picone an kriegswichtiger Forschung, weswegen er auch 1943 mit Picone Deutschland besuchte. Er meldete sich bei der Alliierten Invasion in Italien 1943 freiwillig um gegen die Amerikaner zu kämpfen und wurde in Reggio Calabria gefangen genommen. Nach der Kapitulation Italiens freigelassen lehrte er an der Militärakademie in Lecce und kehrte August 1944 nach Rom zurück.
1950 besuchte er den Internationalen Mathematikerkongress in Cambridge und arbeitete in Princeton mit Carl Ludwig Siegel. 1951/52 reiste er viel in Österreich, Deutschland, der Schweiz und den Niederlanden und wurde Mitglied der Mainzer Akademie der Wissenschaften. 1953 erkrankte er schwer an einer Brustfellentzündung und starb an den Folgen.
Er schrieb zu Lebzeiten mehrere Lehrbücher (z. B. über analytische und darstellende Geometrie und Mechanik und Algebra für Gymnasien). Postum erschienen nach seinen Vorlesungen Abelsche Funktionen und algebraische Geometrie (Springer Verlag, Grundlehren der mathematischen Wissenschaften 1956) und Introduzione alla topologica (1960).
Er war auch musikalisch interessiert und studierte in seiner Studentenzeit Klavier und Violine am Konservatorium. 1936 heiratete er Antonietta Pellegrini, mit der er vier Kinder hatte.